# MFB (Duitsland)
MFB is een historisch Duits merk dat in 1925 en 1926 motorfietsen met 147- en 173 cc DKW-tweetakten maakte.
In die tijd was er een groot aantal van dergelijke kleine motorfietsproducenten in Duitsland en 1925 was een slecht moment om ermee te beginnen, want juist in dat jaar stopten ruim 150 bedrijven hun productie. Ook MFB, dat haar inbouwmotoren inkocht bij DKW, hield het niet langer dan een jaar vol.